# Leif Rantala
Leif Stefan Rantala (* 26. Dezember 1947 in Liljendal; † 8. Januar 2015 in Rovaniemi) war ein finnlandschwedischer Sprachwissenschaftler und Übersetzer, der sich auf die samischen Sprachen und samische Geschichte und Kultur, besonders in Russland, spezialisiert hatte.

## Ausbildung und Forschung
Rantala begann sein Studium in den finnougrischen Sprachen im Jahr 1968 an der Universität Helsinki und erwarb 1975 seinen Mastergrad (finnisch Maisteri) mit einer Arbeit zu samischen Ortsnamen in Buolbmát (finnisch Pulmanki, norwegisch Polmak). Sein Betreuer war Aulis Joki. Bereits zwei Jahre vor seinem Studienabschluss wurde er – zeitgleich mit Juha Janhunen – Universitätsassistent für finnougrische Sprachen, dieselbe Stelle, die Pekka Sammallahti zuvor besetzt hatte.
Aufgrund seiner guten Sprachkenntnisse im Russischen – das er bei Igor Vahros und Valentin Kiparsky studiert hatte – konnte sich Rantala bereits als Student auf die samische Kultur und Geschichte der Kolahalbinsel und des Petsamo-Gebiets spezialisieren. Er reiste bis zu seinem Lebensende regelmäßig in die Umgebung, publizierte mehrere Arbeiten und legte zudem eine umfangreiche ethnographische Sammlung an, die heute im Sámi-Museum und Naturzentrum Siida aufbewahrt wird.
Nach seinem Studium in Helsinki zog Rentala nach Ohcejohka im Lappland, wo er als Sekretär beim Samenrat arbeitete, bis er im Jahr 1984 nach Rovaniemi zog, wo er der erste fest angestellte Lektor für Nordsamisch an der Universität Lappland wurde. Er besetzte den Posten, bis er 2010 pensioniert wurde.
Als Spezialist für samische Sprache an der Universität Lappland war er auch gezwungen, manchmal als Übersetzer zu helfen, da finnische Beamte keine solchen Sprachkenntnisse besaßen.